# Liste der Naturdenkmale in Dornholzhausen (Rhein-Lahn-Kreis)
Die Liste der Naturdenkmale in Dornholzhausen nennt die im Gemeindegebiet von Dornholzhausen ausgewiesenen Naturdenkmale (Stand 20. Mai 2024).

## Ehemalige Naturdenkmale
| Nr. | Bezeichnung         | Lage                            | Beschreibung                                      | Bild                                    |
| --- | ------------------- | ------------------------------- | ------------------------------------------------- | --------------------------------------- |
|     | Martin-Luther-Eiche | Ringstraße, bei der Kirche Lage | Quercus petraea; Rechtsverordnung 2013 aufgehoben | Direkt Bild zu diesem Denkmal hochladen |